# كام تانغ
كام تانغ (بالإنجليزية: Kam Tang)‏ هو رسام توضيحي بريطاني، ولد في القرن العشرين.